# Ceropegia woodii
Ceropegia woodii là một loài thực vật có hoa trong họ La bố ma. Loài này được Schltr. mô tả khoa học đầu tiên năm 1894.

## Hình ảnh

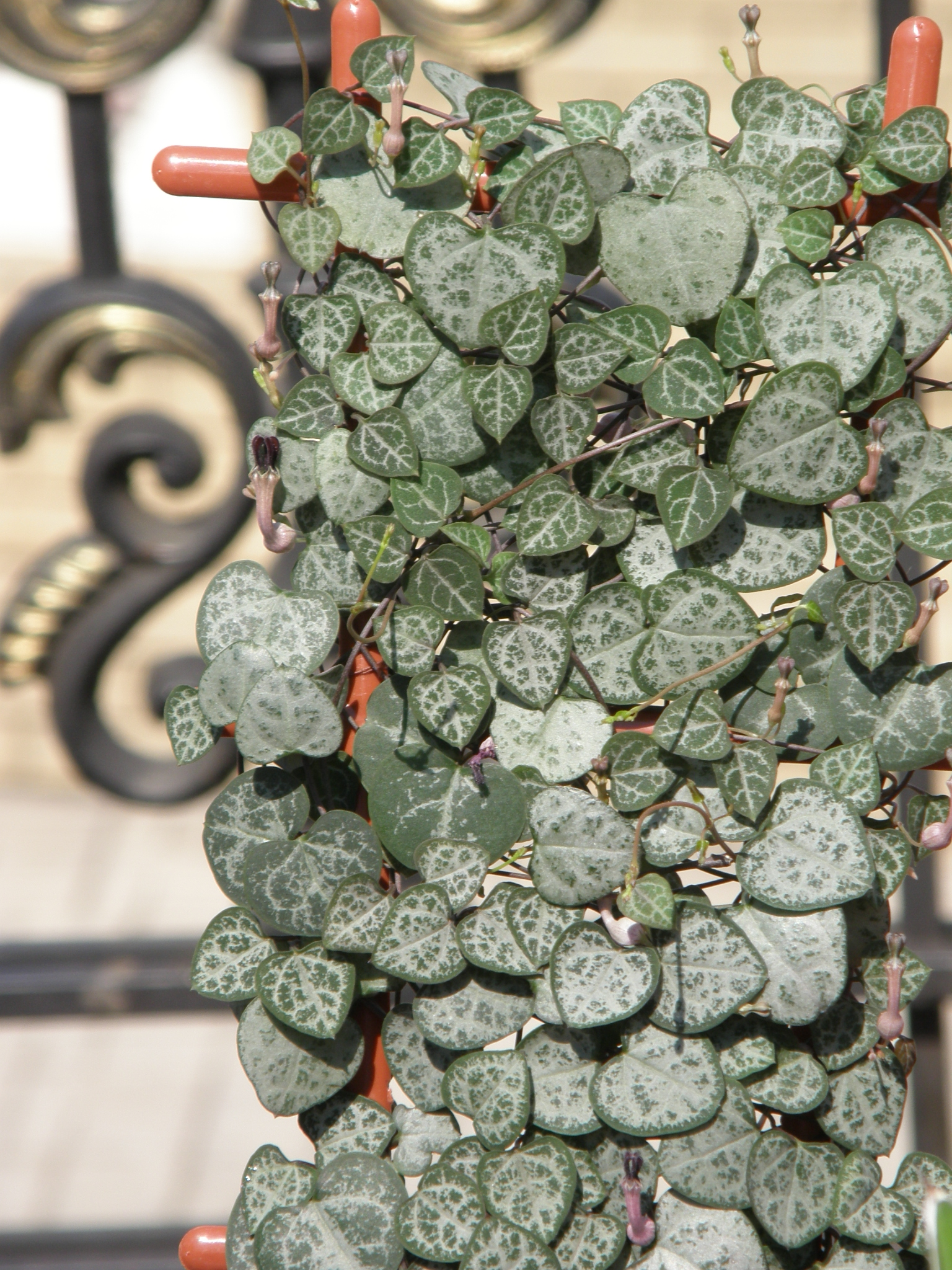
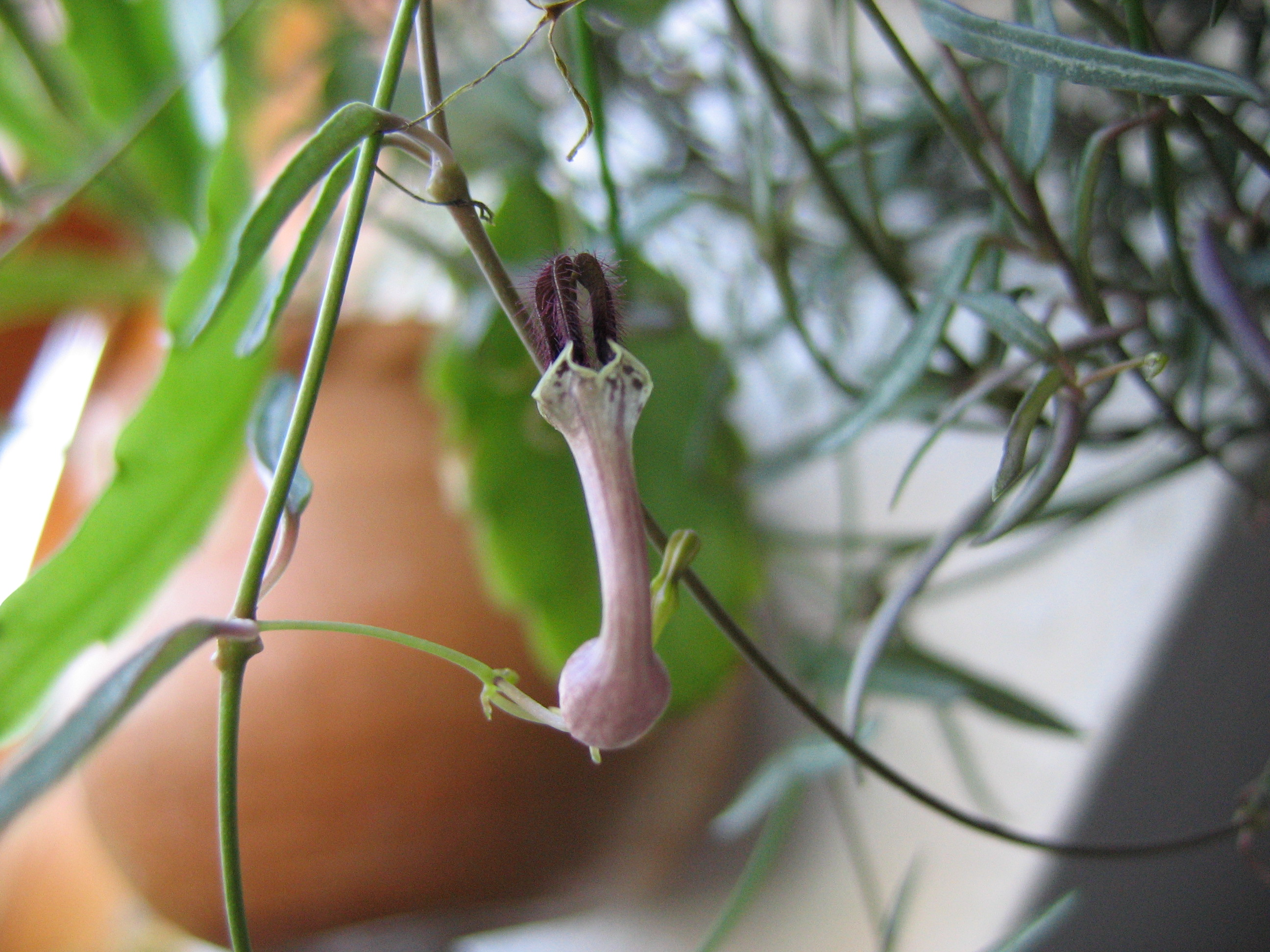
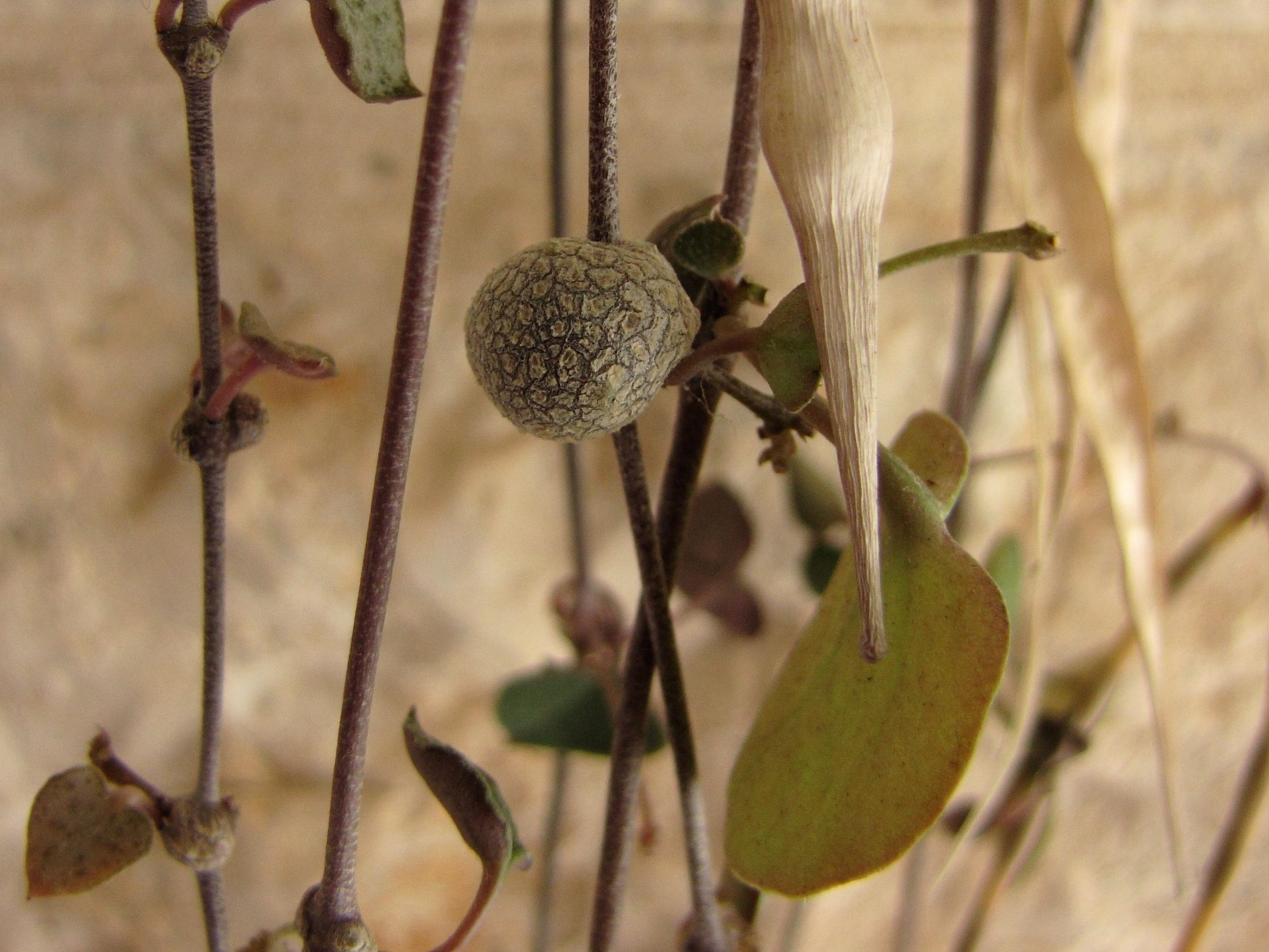
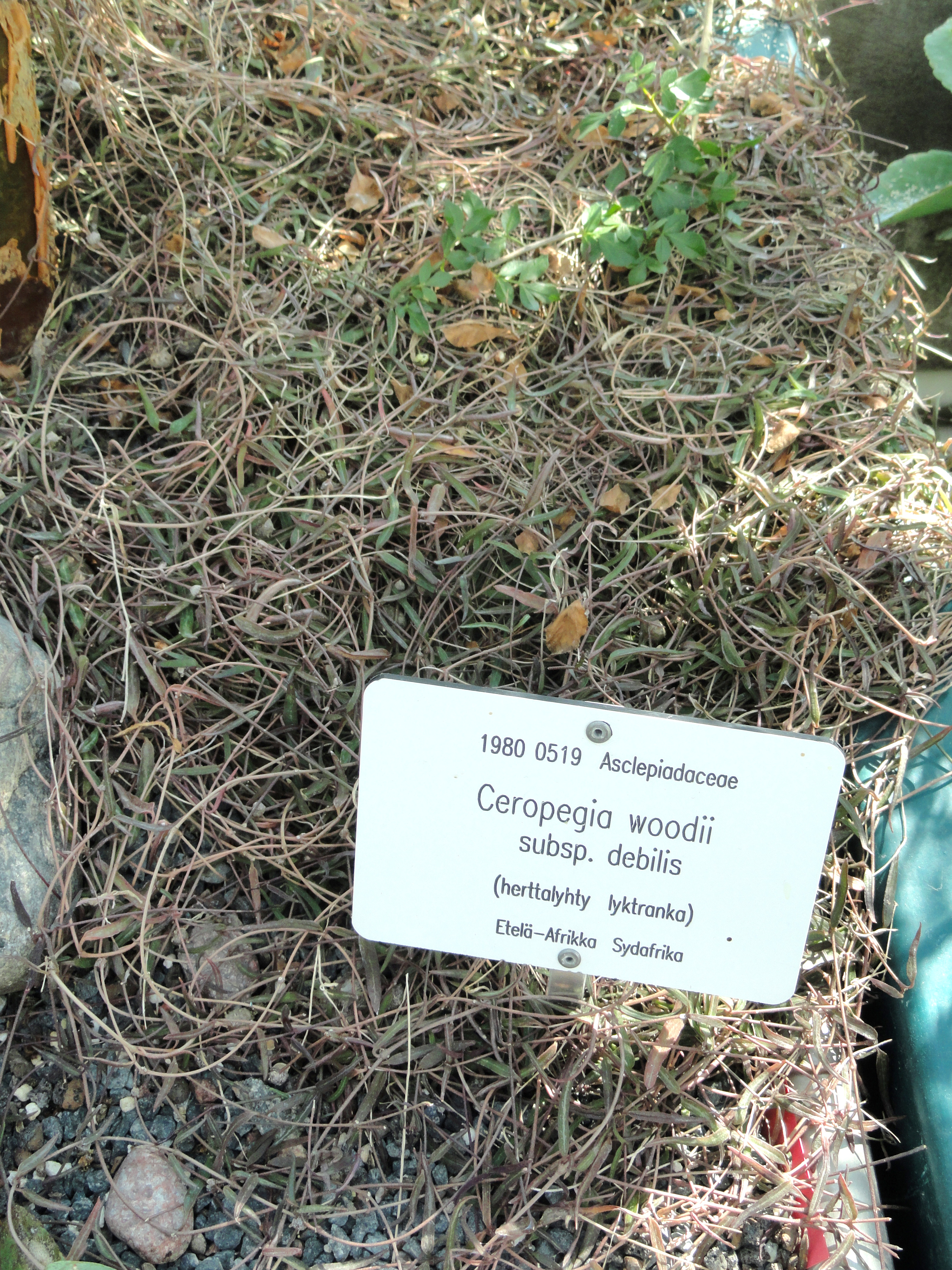